# Марсель Гальстенберг
Марсель Гальстенберг (нім. Marcel Halstenberg, нар. 27 вересня 1991, Лаатцен) — німецький футболіст, лівий захисник клубу «Ганновер 96».

## Клубна кар'єра
Народився 27 вересня 1991 року в місті Лаатцен. Свою футбольну кар'єру Гальстенберг почав в дитячій футбольній школі в районі Латцена Грасдорф. У 1996 році Марсель перейшов у молодіжну академію «Ганновера» і вступав за юнацькі команди у Бундеслізі до 17 і до 19 років.

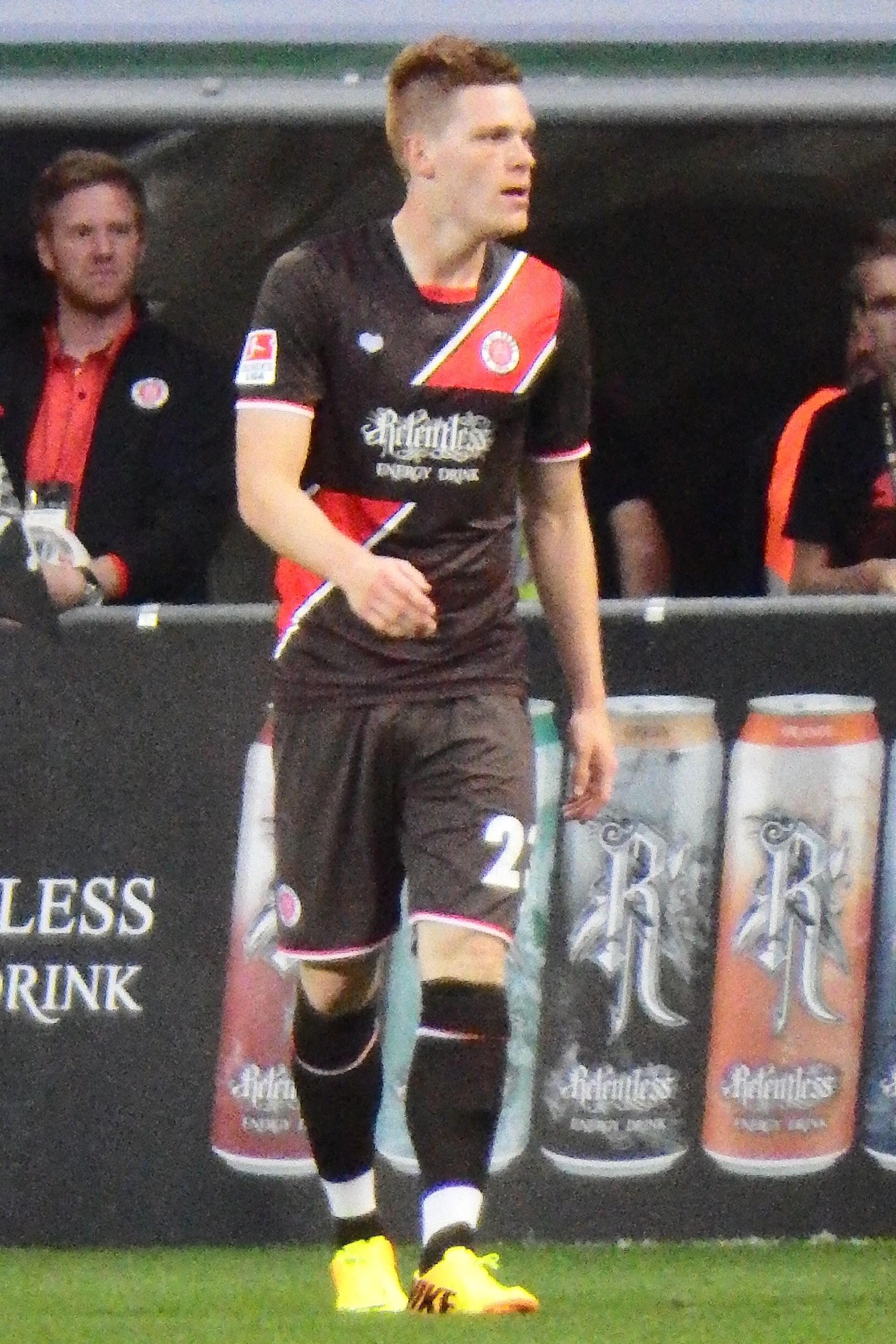
Марсель Гальстенберг під час виступів за «Санкт-Паулі». 19 липня 2013 року.

За віком Гальстенберг в 2010 році був переведений до складу резервної команди «Ганновера», що виступала в північній Регіоналлізі, і 22 листопада 2010 року зіграв свій перший професійний матч проти «Гольштайна», вийшовши у стартовому складі.
З причини фінансових труднощів у літнє трансферне вікно 2011 року Гальстенберг перейшов у другу команду дортмундської «Боруссії». У першому ж сезоні йому вдалося закріпитися в основному складі команди на позиції правого захисника і допомогти їй тим самим випередити на одне очко клуб «Шпортфройнде» в таблиці західної Регіоналліги, зайнявши підсумкове перше місце, необхідне для прямого виходу в Третю лігу. В наступному сезоні Марсель зіграв 36 матчів з 38, виходячи в стартовому складі 35 разів, і відзначився трьома м'ячами у ворота суперників.
12 березня 2013 року було оголошено про підписання Гальстенбергом контракту з «Санкт-Паулі», розрахованим до 2016 року. Марсель і тут зумів стати одним з ключових гравців оборони, але 30 серпня 2015 року перед самим закриттям трансферного вікна після довгих переговорів він був проданий в «РБ Лейпциг» за 3,5 мільйона євро. У новій команді разом із Віллі Орбаном він склав основну пару центральних захисників і за підсумками сезону разом з командою пробився в першу Бундеслігу.
28 серпня 2016 року у першому турі нового сезону Гальстенберг дебютував у Бундеслізі, провівши на полі всі 90 хвилин матчу з «Гоффенгаймом». Станом на 17 грудня 2017 року відіграв за клуб з Лейпцига 69 матчів в національному чемпіонаті.

## Виступи за збірну
10 листопада 2017 року дебютував в офіційних іграх у складі національної збірної Німеччини у товариському матчі проти збірної Англії

## Титули і досягнення
- Володар Кубка Німеччини (2):

«РБ Лейпциг»: 2021–22, 2022–23